# Tours
Tours er hovedstad i det franske departement Indre-et-Loire. Byen ligger hvor floderne Cher og Loire mødes.
Cykelklassikeren Paris-Tours køres hvert år i oktober og er sæsonens sidste i Pro-Touren.